# Minúsculo 13
Minúsculo 13 (numeração de Gregory-Aland), ε 368 (von Soden), é um manuscrito minúsculo grego do Novo Testamento, datado pela paleografia para o século XIII.
Actualmente acha-se no Biblioteca Nacional da França (Gr. 50) em Paris.

## Descoberta
Contém 170 fólios dos quatro Evangelhos (23,9 x 18,2 cm), e foi escrito em duas colunas por página, em 28-30 linhas por página.
Ele contém κεφαλαια, τιτλοι, as seções amonianas, mas não os Cânones eusebianos].

## Texto
O texto grego desse códice é um representante do texto-tipo cesariano. Aland colocou-o na Categoria III.